# 上海市统计局
上海市统计局，是负责组织上海市国民经济核算、收集国际相关数据，并制定上海市相关统计政策、规划和地方性法规、规章的上海市人民政府直属机构。

## 机构设置

### 局机关内设机构
- 办公室（信息化管理处）
- 政策研究室
- 组织人事处
- 财务管理处
- 统计设计管理处
- 综合统计处
- 国民经济核算处（服务业统计处）
- 地区统计处（农村统计处）
- 工业统计处
- 能源资源统计处
- 投资建设统计处
- 贸易外经统计处
- 人口和就业统计处
- 社会和科技统计处
- 服务业统计处（新经济统计处）
- 执法稽查处
- 机关党委

### 直属事业单位
- 上海市统计局普查中心
- 上海市服务业调查中心（上海市社情民意调查中心）
- 上海市统计和大数据研究院（上海市统计数据管理中心）

### 所属群团组织
- 共青团上海市统计局委员会
- 上海市统计局工会

### 主管或联系的社会团体
- 上海市统计学会